# Deans' Cup
La Deans' Cup (littéralement, la « Coupe des Doyens ») est une compétition annuelle de basket-ball à but caritatif. Elle oppose traditionnellement les écoles de droit de l'Université Columbia et de l'Université de New York. La première édition s'est déroulée en 2002. Les fonds récoltés sont reversés aux associations d'intérêt général ou de service à la communauté, des deux universités. Ces fonds proviennent en grande partie des cabinets d'avocats de New York. À la mi-temps, un jeu est organisé entre les membres du corps enseignant.